# East Conemaugh, Pennsylvania
East Conemaugh, Pennsylvania (енгл. East Conemaugh) град је у америчкој савезној држави Пенсилванија.

## Демографија
По попису из 2010. године број становника је 1.220, што је 71 (-5,5%) становника мање него 2000. године.
| Група             | 2000.         | 2010.         |
| Белци             | 1.223 (94,7%) | 1.131 (92,7%) |
| Афроамериканци    | 43 (3,3%)     | 52 (4,3%)     |
| Азијати           | 0 (0,0%)      | 0 (0,0%)      |
| Хиспаноамериканци | 16 (1,2%)     | 22 (1,8%)     |
| Укупно            | 1.291         | 1.220         |